# Wielka Nauka
Wielka Nauka – jedna z ksiąg wchodzących w skład Czteroksięgu konfucjańskiego. Jej autorstwo tradycyjnie przypisywane jest Zengzi (505-435 p.n.e.). Tekst pierwotnie stanowił rozdział Księgi Obyczajów. Został wydzielony w XII wieku przez braci Cheng: Cheng Hao (nazywany też Cheng Mingdao, 1032-1085) i Cheng Yi (nazywany też Cheng Yichuan, 1033-1107). Cheng Hao zidentyfikował tekst jako osobiste dzieło Konfucjusza, twierdził też, że Dai Sheng zniekształcił dzieło. Bracia zmienili układ rozdziałów. Podobne przeredagowanie pisma było autorstwem Zhu Xi, który podzielił ją na 2 części. Pierwszy jest przypisywany Konfucjuszowi i zaczyna się od słów: „wielkiej nauki droga prowadzi ku oświeceniu”. Drugą część stanowi komentarz rozwijający poszczególne stwierdzenia tekstu podstawowego. Dzieło stanowi zwięzłą i systematyczną prezentację konfucjańskiej filozofii społecznej. Według komentatorów zawiera trzy główne cele oraz osiem stopni ich realizacji. Te trzy główne cele to: oświecona cnota (wskazuje, że przez wychowanie i naukę należy dążyć do cnoty), serdeczność (wskazuje, że cnota polega na serdeczności wobec ludzi) i powstrzymanie pragnień (wskazuje na ostateczny cel i środek dający równowagę i spokój jednostkom, a poprzez nie społeczeństwu i państwu). Tytuł oznacza „nauka dla dorosłych” czyli studia wyższe.